# امباله
امباله (به لاتین: Mbale) یک منطقهٔ مسکونی در اوگاندا است که در Mbale District واقع شده‌است. امباله ۹۶٬۱۸۹ نفر جمعیت دارد و ۱٬۱۵۶ متر بالاتر از سطح دریا واقع شده‌است.